# Monopenchelys acuta
Monopenchelys acuta es una especie de pez de la familia de los morénidas en el orden de los Anguilliformes. Su nombre común es "Morena rubicunda".

## Morfología
Los machos pueden llegar a alcanzar los 20,9 cm de longitud total.

## Distribución geográfica
Se encuentra en la Isla Ascensión, desde las Bahamas hasta el Caribe y Hawái.